# Вустер вориорс
Вустер вориорс (енгл. Worcester Rugby Football Club) је енглески рагби јунион клуб из Вустерa који се такмичи у Премијершип-у. Боје Вориорса су тамноплава и жута, највећи ривали су им Глостер и Ротерам, капитен Вориорса је Герит-Жан ван Велце. Познати играчи који су играли за Вориорсе су Крис Летем, Енди Гомерсал, Енди Гуд, Дилан Хартли, Мат Квесић, Сатеки Туипулоту... Највише утакмица за Вустер одиграо је Крејг Џилс - 149, најбољи поентер у историји клуба Шејн Драм са 507 поена, а највише есеја дао је Милс Бенџамин.
Први тим
Нил Анет
Дан Џорџ
Џо Рис
Ник Шонерт
Сем Бети
Мат Кокс
Фил Досон
Сем Луис
Мет Гилберт
Џонатан Томас
Герит-Жан ван Велзе - капитен
Џони Ар
Лук Болдвин
Рајан Лам
Алекс Гроув
Равај Фатијаки
Рајан Милс
Макс Стелинг
Енди Симонс
Том Бигс
Брајс Хим
Енди Шорт
Сем Смит
Купер Вуна
Крис Пенел